# Milwaukee Mile

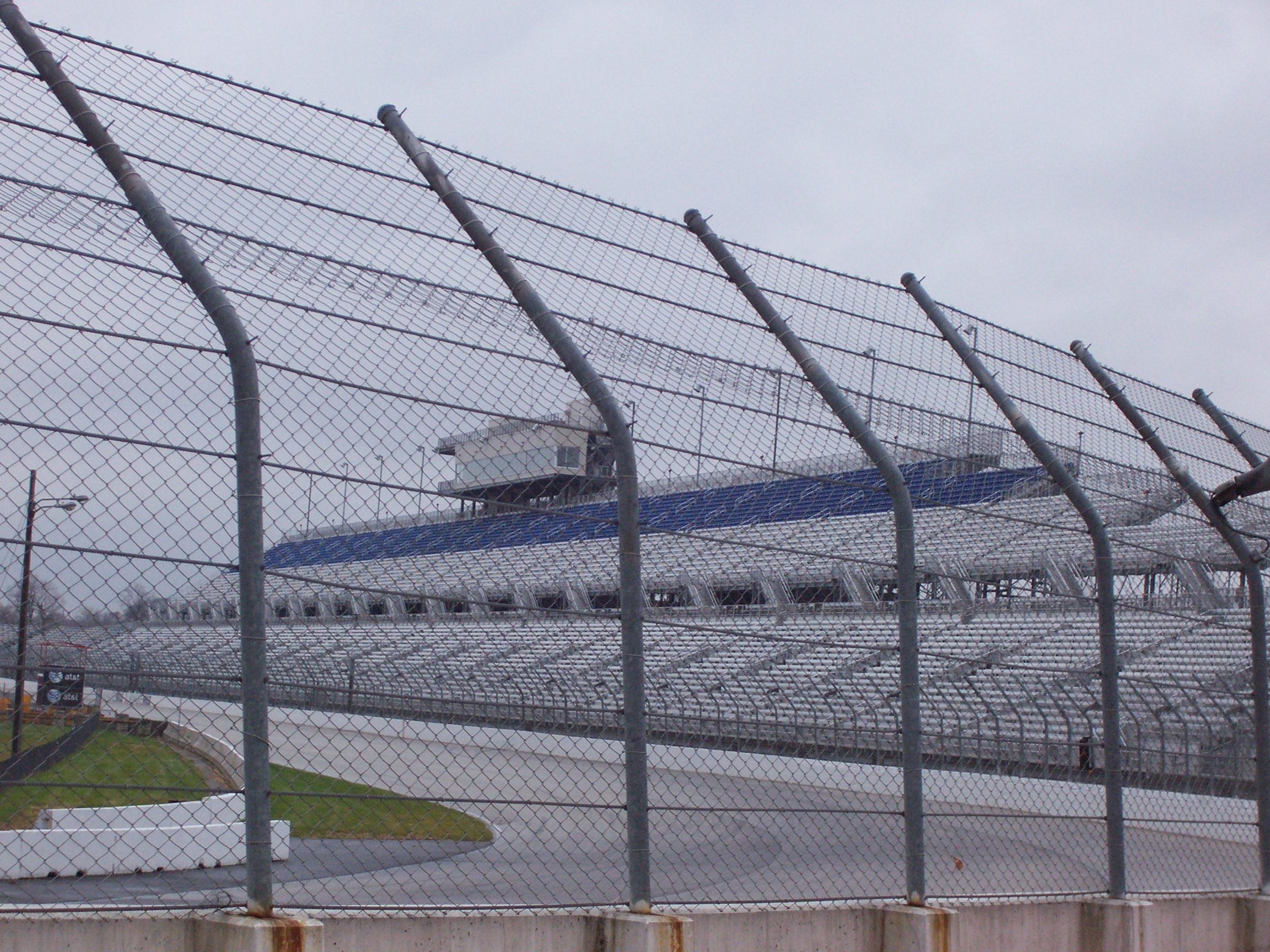
De Milwaukee Mile in 2007

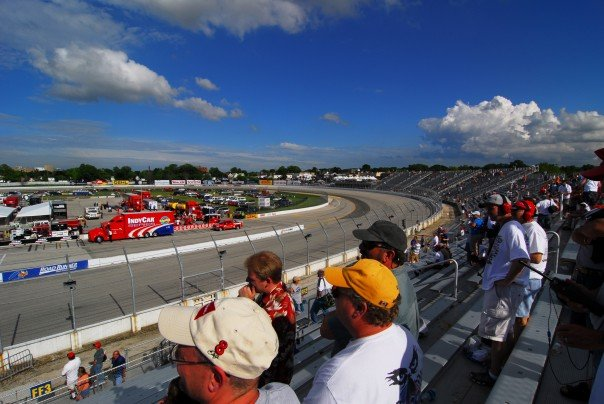
De Milwaukee Mile

De Milwaukee Mile is een racecircuit gelegen in West Allis, Milwaukee County, Wisconsin. Het is een ovaal circuit dat in 1903 in gebruik werd genomen. Pas in 1954 kreeg het een verhard wegdek. Het circuit heeft een lengte van 1 mijl (1,6 km) en behoort daarmee tot de kleinere ovale circuits in de Verenigde Staten. Er worden onder meer races gehouden die op de kalender staan van het NASCAR kampioenschap en de IndyCar Series.
De Britse ex-Formule 1 coureur Nigel Mansell won op dit circuit in het Champ Car kampioenschap van 1993.

## Winnaars op het circuit
Winnaars op het circuit voor een race uit de Champ Car kalender. Tussen 1979 en 1982 werden er twee races per seizoen gehouden op het circuit.
| Jaar | Rijder              |
| ---- | ------------------- |
| 1979 | A.J. Foyt           |
| 1979 | Roger McCluskey     |
| 1980 | Bobby Unser         |
| 1980 | Johnny Rutherford   |
| 1981 | Mike Mosley         |
| 1981 | Tom Sneva           |
| 1982 | Gordon Johncock     |
| 1982 | Tom Sneva           |
| 1983 | Tom Sneva           |
| 1984 | Tom Sneva           |
| 1985 | Mario Andretti      |
| 1986 | Michael Andretti    |
| 1987 | Michael Andretti    |
| 1988 | Rick Mears          |
| 1989 | Rick Mears          |
| 1990 | Al Unser Jr.        |
| 1991 | Michael Andretti    |
| 1992 | Michael Andretti    |
| 1993 | Nigel Mansell       |
| 1994 | Al Unser Jr.        |
| 1995 | Paul Tracy          |
| 1996 | Michael Andretti    |
| 1997 | Greg Moore          |
| 1998 | Jimmy Vasser        |
| 1999 | Paul Tracy          |
| 2000 | Juan Pablo Montoya  |
| 2001 | Kenny Bräck         |
| 2002 | Paul Tracy          |
| 2003 | Michel Jourdain Jr. |
| 2004 | Ryan Hunter-Reay    |
| 2005 | Paul Tracy          |
| 2006 | Sébastien Bourdais  |

Winnaars op het circuit voor een race uit de IndyCar Series.
| Jaar | Rijder           |
| ---- | ---------------- |
| 2004 | Dario Franchitti |
| 2005 | Sam Hornish Jr.  |
| 2006 | Tony Kanaan      |
| 2007 | Tony Kanaan      |
| 2008 | Ryan Briscoe     |
| 2009 | Scott Dixon      |
| 2010 | geen race        |
| 2011 | Dario Franchitti |
| 2012 | Ryan Hunter-Reay |